# Tercer Estado

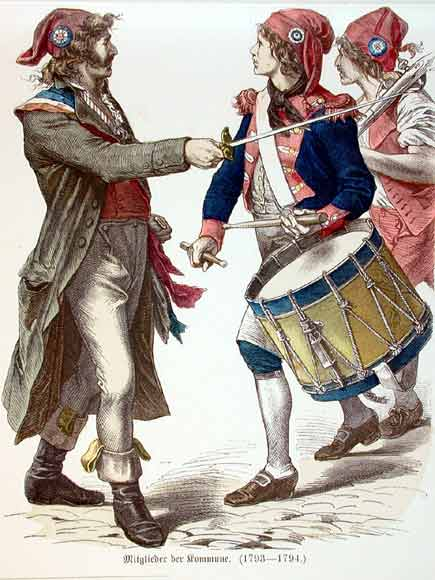
Revolucionarios o tiers état (Francia, 1792)

El tercer estado o tercer estamento es uno de los tres estamentos básicos de la sociedad propio del feudalismo y el Antiguo Régimen. Se compone de la población carente de privilegios jurídicos y económicos, por tanto puede ser también considerado equivalente al grupo de los no privilegiados o de pecheros (los que, particularmente en Castilla, estaban sujetos al pago de impuestos). También puede denominarse estado llano, pueblo llano o solo pueblo, plebe (por similitud a la división de la sociedad romana entre patricios y plebeyos), y común.

## Composición
El tercer estado estaba conformado por diferentes grupos sociales:
- El campesinado: la inmensa mayoría de la población, entonces sometido comúnmente a servidumbre o al régimen señorial.
- La burguesía: los habitantes de las ciudades, teóricamente libres, de la que formaban parte:
  - Artesanos de cada oficio, organizados en gremios o cofradías;
  - Comerciantes o mercaderes, que también se organizaban de forma similar en guildas o Hansas reglamentados en varias ciudades, y que se reunían periódicamente en ferias;
  - La plebe urbana
  - Los mendigos (el pobre que pide dinero), y este del latín mendicus, con el mismo significado, aunque originariamente significaba persona que tiene un defecto físico (lo que a menudo le obligaba a mendigar)

## Representación
Los parlamentos unitarios, estados generales o cortes de distintos países europeos en la Baja Edad Media mantuvieron la representación política del tercer estado. A pesar de ser el sector mayoritario, carecían de derechos y estaban sometidos a las decisiones del monarca y del resto de los estamentos. La relación entre Tercer Estado y monarquías autoritarias, que se forman a partir de la crisis feudal, ha sido objeto de debate historiográfico, en el sentido de si se apoyaron mutuamente o de si la monarquía operó más bien como superestructura de los intereses privilegiados.
En los reinos cristianos de la península ibérica, la representación política del tercer estado en las Cortes se limitaba a las ciudades con voto en Cortes (diecisiete en las Cortes de Castilla y León), y dentro de ellas al patriciado urbano que las controlaba, en muchas ocasiones miembros de la nobleza o burgueses ennoblecidos. La función principal era la concesión y el reparto de los impuestos, dado que las ciudades libres son el principal componente del realengo (tierras sujetas a la jurisdicción del rey, siendo el resto señorío laico o eclesiástico), comportándose las ciudades como un señorío colectivo sobre el territorio que dependía de ellas (tierra o alfoz). Los estamentos privilegiados dejaron de ser convocados a Cortes, que en la Edad Moderna quedaron reducidas tan sólo a los procuradores de las ciudades. En los reinos de la Corona de Aragón, en el que la monarquía estaba sometida a un régimen pactista, las Cortes tenían muchas más atribuciones y poder efectivo, hasta su supresión en el siglo XVIII.

### Siervos de la gleba
Los siervos de la gleba (tierra de cultivo) eran campesinos que obtenían un colonato en las tierras de un señor, de extensión suficiente para alimentar a una familia, y, a cambio, pagaban un canon, ya sea en especia, en dinero o en trabajo en obras de interés común (mantenimiento de puentes y caminos principalmente), y para que los hombres de armas los defendieran de bandidos, salteadores de caminos e incursiones de extraños. El señor feudal, fuera civil o religioso, no cobraba el canon o lo reducía en años de mala cosecha. El siervo no podía abandonar la tierra que labraba, pero tampoco ser desposeído de ella ni del derecho a dejarla en herencia.

## El tercer estado y la Revolución francesa
Según Sieyès, en su panfleto previo a la Revolución francesa (Qu’est-ce que le tiers état?, 1789) la burguesía o tercer estado es el cuerpo vivo de la nación, con lo que, al definir la soberanía nacional, se sobreentiende que ésta debe ejercerse sin complejos por la burguesía (revolución burguesa).